# Record de France du 400 mètres haies
Pour un article plus général, voir Records de France d'athlétisme.
Les records de France seniors du 400 mètres haies sont actuellement détenus par Stéphane Diagana, auteur de 47 s 37 le 5 juillet 1995 lors du meeting Athletissima de Lausanne, et par Marie-José Pérec chez les femmes avec le temps de 53 s 21, établi le 16 août 1995 à Zurich.

## Chronologie du record de France

### Hommes
| Temps   | Athlète             | Date              | Lieu      |
| ------- | ------------------- | ----------------- | --------- |
| 60 s 0  | Paul Blanchet       | 21 mai 1893       | Paris     |
| 59 s 0  | Henri Tauzin        | 28 juin 1896      | Paris     |
| 58 s 8  | Henri Tauzin        | 17 juin 1900      | Paris     |
| 57 s 2  | Georges Filiâtre    | 28 juin 1903      | Paris     |
| 57 s 0  | Géo André           | 22 juin 1913      | Colombes  |
| 57 s 0  | Géo André           | 18 juillet 1920   | Paris     |
| 56 s 0  | Géo André           | 1er août 1920     | Paris     |
| 55 s 6  | Géo André           | 29 août 1920      | Colombes  |
| 55 s 4  | Roger Viel          | 3 juin 1928       | Colombes  |
| 55 s 0  | Roger Viel          | 10 juin 1928      | Colombes  |
| 55 s 0  | Roger Viel          | 1er juillet 1928  | Colombes  |
| 54 s 0  | Roger Viel          | 14 juillet 1928   | Colombes  |
| 53 s 4  | Prudent Joye        | 23 juillet 1936   | Paris     |
| 53 s 0  | Prudent Joye        | 21 août 1938      | Paris     |
| 52 s 6  | Yves Cros           | 24 août 1946      | Oslo      |
| 52 s 3  | Jean-Claude Arifon  | 31 août 1947      | Colombes  |
| 52 s 1  | Jean-Claude Arifon  | 7 septembre 1947  | Colombes  |
| 51 s 6  | Jean-Claude Arifon  | 9 septembre 1948  | Paris     |
| 51 s 6  | Guy Cury            | 23 novembre 1956  | Melbourne |
| 51 s 5  | Guy Cury            | 24 novembre 1956  | Melbourne |
| 51 s 4  | Emmanuel Van Praagh | 12 septembre 1962 | Belgrade  |
| 51 s 3  | Emmanuel Van Praagh | 13 septembre 1962 | Belgrade  |
| 51 s 0  | Robert Poirier      | 12 juin 1964      | Paris     |
| 50 s 8  | Jean-Jacques Behm   | 26 juillet 1964   | Colombes  |
| 50 s 6  | Robert Poirier      | 22 août 1965      | Oslo      |
| 50 s 3  | Robert Poirier      | 1er juillet 1966  | Paris     |
| 48 s 6  | Jean-Claude Nallet  | 8 juillet 1970    | Colombes  |
| 48 s 94 | Jean-Claude Nallet  | 4 septembre 1974  | Rome      |
| 48 s 92 | Stéphane Diagana    | 29 août 1990      | Split     |
| 48 s 55 | Stéphane Diagana    | 8 juillet 1992    | Lausanne  |
| 48 s 41 | Stéphane Diagana    | 3 août 1992       | Barcelone |
| 48 s 28 | Stéphane Diagana    | 5 août 1992       | Barcelone |
| 48 s 13 | Stéphane Diagana    | 6 août 1992       | Barcelone |
| 48 s 08 | Stéphane Diagana    | 26 juin 1993      | Rome      |
| 47 s 64 | Stéphane Diagana    | 19 août 1993      | Stuttgart |
| 47 s 37 | Stéphane Diagana    | 5 juillet 1995    | Lausanne  |

### Femmes
| Temps   | Athlète           | Date              | Lieu              |
| ------- | ----------------- | ----------------- | ----------------- |
| 60 s 1  | Colette Besson    | 15 mai 1974       | Bordeaux          |
| 60 s 71 | Catherine Richard | 26 juin 1976      | Villeneuve-d'Ascq |
| 60 s 59 | Colette Besson    | 5 juin 1977       | Colombes          |
| 59 s 71 | Catherine Richard | 17 juillet 1977   | Bucarest          |
| 59 s 27 | Catherine Richard | 24 juillet 1977   | Nevers            |
| 58 s 73 | Danièle Lairloup  | 31 août 1977      | Athènes           |
| 58 s 62 | Danièle Lairloup  | 11 juillet 1978   | Malmo             |
| 57 s 74 | Danièle Lairloup  | 22 juillet 1978   | Paris             |
| 56 s 75 | Chantal Réga      | 28 mai 1982       | Poitiers          |
| 56 s 48 | Sylvie Revaux     | 3 juillet 1982    | Arles             |
| 55 s 28 | Chantal Réga      | 29 août 1982      | Stuttgart         |
| 54 s 93 | Chantal Réga      | 10 septembre 1982 | Athènes           |
| 54 s 51 | Marie-José Pérec  | 24 juin 1995      | Villeneuve-d'Ascq |
| 54 s 48 | Marie-José Pérec  | 3 juillet 1995    | Paris             |
| 53 s 92 | Marie-José Pérec  | 21 juillet 1995   | Oslo              |
| 53 s 21 | Marie-José Pérec  | 16 août 1995      | Zurich            |